# Fußball-Landesklasse Sachsen 1949/50
Die Fußball-Landesklasse Sachsen 1949/50 war die erste Austragung der Fußball-Landesklasse Sachsen. Nachdem in den anderen Ländern bereits zur vorherigen Spielzeit oberste Landesklassen eingeführt wurden, wurde in Sachsen in fünf Bezirken gespielt, deren Bezirksmeister sich für eine Endrunde qualifizierten. Zu dieser Spielzeit erfolgte nun ebenfalls in Sachsen die Einführung einer landesumgreifenden Fußballliga. Ursprünglich war die Landesliga mit zwei Staffeln je zehn Mannschaften geplant, wie es eine Fußball-Landesleitertagung bereits im November 1948 beschlossen hatte. Letzten Endes gingen eine Staffel Ost mit elf Mannschaften und eine Staffel West mit zwölf Mannschaften an den Start. Die beiden Staffelsieger spielten in einem Finale den sächsischen Fußballmeister aus, der an der Aufstiegsrunde zur DDR-Oberliga 1950/51 teilnehmen durfte. 
Die SG Dresden-Mickten setzte sich in drei Spielen gegen die SG Lauter durch. Da Dresden die Aufstiegsrunde ebenfalls erfolgreich bestritt, spielte der Verein in der kommenden Spielzeit erstklassig. Lauter, die beiden Staffelvizemeister BSG Pneumatik Aue und BSG Fewa Chemnitz, sowie der Sieger eines Entscheidungsspiels zwischen beiden Staffeldritten, BSG Erich Zeigner Leipzig, stiegen in die zur kommenden Spielzeit neu eingeführte, zweitklassige DDR-Liga auf. Durch diese Einführung war die Landesklasse Sachsen ab kommender Saison nur noch drittklassig. Da die Landesklasse im kommenden Jahr auf eine Staffel mit 14 Mannschaften verkleinert wurde, mussten insgesamt sechs Vereine in die Bezirksliga absteigen.

## Teilnehmer
Für die erste Austragung der Landesklasse Sachsen qualifizierten sich folgende Mannschaften:
- vier Mannschaften der Bezirksliga Chemnitz 1948/49:
  - SG Chemnitz-West
  - SG Chemnitz-Nord
  - SG Hartha
  - SG Chemnitz-Gablenz

- fünf Mannschaften der Bezirksliga Dresden 1948/49:
  - SG Dresden-Mickten
  - ZSG der VEB Meißen
  - SG Dresden-Cotta
  - BSG Stahlwerk Riesa
  - SG Dresden-Striesen

- fünf Mannschaften der Bezirksliga Leipzig 1948/49:
  - ZSG Industrie Leipzig-Leutzsch
  - SG Wurzen-West
  - SG Markkleeberg
  - SG Leipzig-Probstheida
  - ZSG Glückauf Markranstädt

- vier Mannschaften der Bezirksliga Ostsachsen 1948/49:
  - SG Zittau
  - SG Eintracht Kamenz
  - SG Rot-Weiß Löbau
  - SG Hoyerswerda

- fünf Mannschaften der Bezirksliga Westsachsen 1948/49:
  - SG Planitz
  - SG Plauen-Süd
  - SG Lauter
  - SG Aue
  - SG Cainsdorf

## Staffel Ost
| Pl. | Verein                      | Sp. | Tore  | Quote | Punkte |
| --- | --------------------------- | --- | ----- | ----- | ------ |
| 01. | SG Dresden-Mickten          | 20  | 62:33 | 1,88  | 29:11  |
|     | BSG Fewa Chemnitz a         | 20  | 56:21 | 2,67  | 29:11  |
| 03. | BSG Keramik Meißen b        | 20  | 39:27 | 1,44  | 25:15  |
| 04. | SG Dresden-Cotta            | 20  | 32:24 | 1,33  | 24:16  |
| 05. | ZSG Zittau                  | 20  | 35:39 | 0,90  | 21:19  |
| 06. | BSG Nagema Chemnitz c       | 20  | 38:43 | 0,88  | 20:20  |
| 07. | BSG der VVB Tabak Dresden d | 20  | 29:31 | 0,94  | 19:21  |
| 08. | SG Rot-Weiß Löbau e         | 20  | 35:49 | 0,71  | 18:22  |
| 09. | BSG Stahlwerk Riesa         | 20  | 27:34 | 0,79  | 16:24  |
| 10. | SG Kamenz                   | 20  | 25:49 | 0,51  | 10:30  |
| 11. | SG Hoyerswerda              | 20  | 31:59 | 0,53  | 09:31  |

Entscheidungsspiel Platz 1:
| Datum         |                    | Ergebnis |                   | Ort    |
| ------------- | ------------------ | -------- | ----------------- | ------ |
| 19. März 1950 | SG Dresden-Mickten | 1:0      | BSG Fewa Chemnitz | Döbeln |

## Staffel West
| Pl. | Verein                           | Sp. | Tore  | Quote | Punkte |
| --- | -------------------------------- | --- | ----- | ----- | ------ |
| 01. | SG Lauter                        | 22  | 57:26 | 2,19  | 33:11  |
| 02. | BSG Pneumatik Aue f              | 22  | 47:32 | 2,14  | 30:14  |
| 03. | BSG Erich Zeigner Leipzig g      | 22  | 53:25 | 2,12  | 29:15  |
| 04. | ZSG der VEB Vorwärts Wurzen h    | 22  | 45:27 | 1,67  | 28:16  |
| 05. | ZSG Zellwolle Plauen i           | 22  | 47:23 | 2,04  | 25:19  |
| 06. | SG Planitz                       | 22  | 29:28 | 1,04  | 22:22  |
| 07. | ZSG Glückauf Markranstädt        | 22  | 60:65 | 0,92  | 19:25  |
|     | SG Markkleeberg                  | 22  | 41:62 | 0,66  | 19:25  |
| 09. | BSG Konsum Chemnitz k            | 22  | 37:59 | 0,63  | 18:26  |
|     | BSG Industrie Hartha j           | 22  | 38:37 | 1,03  | 18:26  |
| 11. | SG Cainsdorf                     | 22  | 23:44 | 0,52  | 17:27  |
| 12. | ZSG Industrie Leipzig-Leutzsch l | 22  | 24:73 | 0,33  | 06:38  |

Entscheidungsspiel Platz 7:
| Datum        |                           | Ergebnis |                 | Ort     |
| ------------ | ------------------------- | -------- | --------------- | ------- |
| 10. Mai 1950 | ZSG Glückauf Markranstädt | 1:0      | SG Markkleeberg | Leipzig |

Entscheidungsspiel Platz 9:
| Datum          |                      | Ergebnis |                     | Ort       |
| -------------- | -------------------- | -------- | ------------------- | --------- |
| 1. August 1950 | BSG Industrie Hartha | 2:3      | BSG Konsum Chemnitz | Mittweida |

## Finale
Das Hinspiel des Finales in der sächsischen Landesklasse fand am 2. April 1950 in Dresden, das Rückspiel am 7. April 1950 in Beierfeld statt. Da beide Gemeinschaften jeweils ein Spiel gewannen und eine Addition der Ergebnisse nicht vorgesehen war, kam es am 10. April 1950 zu einem Entscheidungsspiel auf neutralem Platz in Chemnitz.
|                                                | Gesamt |                                        | Hinspiel | Rückspiel | 3. Spiel |
| ---------------------------------------------- | ------ | -------------------------------------- | -------- | --------- | -------- |
| SG Dresden-Mickten (Staffelsieger Staffel Ost) | 5:4    | SG Lauter (Staffelsieger Staffel West) | 1:0      | 1:2       | 3:2      |

Die SG Dresden-Mickten spielte als sächsischer Champion im Anschluss mit anderen Vertretern aus den ostdeutschen Ländern den Aufstieg in die höchste Spielklasse der DDR für die zweite Erstligasaison 1950/51 des jungen Staates aus und setze sich dort, da bereits als BSG Sachsenverlag Dresden antretend, als Sieger einer Fünferrunde im Kampf um die Oberligateilnahmeberechtigung gemeinsam mit Weimar und Thale durch.

## Entscheidungsspiel vierter Aufsteiger in die DDR-Liga
Vier Plätze in der neu eingerichteten DDR-Liga waren für Vereine aus der Fußball-Landesklasse Sachsen vorgesehen. Da die SG Dresden-Mickten die Aufstiegsrunde zur DDR-Oberliga erfolgreich bestritt, wurde der vierte Aufsteiger in die DDR-Liga zwischen den drittplatzierten beider Staffeln ausgespielt.
| Datum         |                                                  | Ergebnis |                                          | Ort   |
| ------------- | ------------------------------------------------ | -------- | ---------------------------------------- | ----- |
| 24. Juni 1950 | BSG Erich Zeigner Leipzig (Dritter Staffel West) | 5:0      | BSG Keramik Meißen (Dritter Staffel Ost) | Riesa |

## Relegationsspiel sechster Absteiger in die Bezirksliga
Durch die Verkleinerung der Fußball-Landesklasse Sachsen zur kommenden Spielzeit mussten insgesamt sechs Mannschaften absteigen. Die Vereine ab Platz 10 beider Staffeln standen als Absteiger fest (Staffel Ost hatte 11 Teilnehmer, Staffel West 12 Teilnehmer). Der letzte Abstiegsplatz wurde zwischen den neuntplatzierten beider Staffeln ausgespielt.
| Datum          |                                           | Ergebnis |                                            | Ort    |
| -------------- | ----------------------------------------- | -------- | ------------------------------------------ | ------ |
| 6. August 1950 | BSG Stahlwerk Riesa (Neunter Staffel Ost) | 2:1      | BSG Konsum Chemnitz (Neunter Staffel West) | Grimma |